# نخاب
نخاب روستایی در دهستان میاندشت بخش مرکزی شهرستان درمیان استان خراسان جنوبی ایران است. بر پایه سرشماری عمومی نفوس و مسکن در سال ۱۳۹۰ جمعیت این روستا ۱۲۳ نفر (در ۳۴ خانوار) بوده است.